# Huaychahui
Der Huaychahui, auch Cerro Jatun Huaychahui, Waych'awi oder Hatun Waych'awi, ist mit 5445 m die zweithöchste Erhebung der Cordillera Huanzo, einem Gebirgszug der peruanischen Westkordillere in Südwest-Peru.

## Lage
Die Provinzen La Unión (im Südwesten) und Condesuyos (im Südosten), beide in der Region Arequipa, sowie die Provinz Chumbivilcas (im Norden) in der Region Cusco treffen sich an dem Berg Huaychahui. Der Gipfel des Huaychahui befindet sich wenige Meter weiter östlich. Der Berg ist zum Teil vergletschert. Der Berg liegt an der kontinentalen Wasserscheide. An der Südwestflanke befindet sich das Quellgebiet des Río Sumana, ein linker Nebenfluss des Río Cotahuasi. Die Nordflanke wird über den Río Santo Tomás, die Südostflanke über den Río Velille, beides Nebenflüsse des Río Apurímac, entwässert. 